# Авария Boeing 757 в Джорджтауне
Авария Boeing 757 в Джорджтауне — авиационная авария , произошедшая 9 ноября 2018 года. Авиалайнер Boeing 757-23N авиакомпании Fly Jamaica Airways выполнял межконтинентальный рейс OJ256 по маршруту Джорджтаун—Торонто, но вскоре после взлёта частично потерял управление. Лайнер вернулся в аэропорт вылета, но при посадке промахнулся мимо взлётной полосы, протаранил забор и, лишившись правого крыла и стоек шасси, врезался в песочную насыпь в конце ВПП. Из находившихся на его борту 126 человек (118 пассажиров и 8 членов экипажа) 6 получили ранения, ещё 1 позднее умер в больнице.